# 7,92 × 57 mm
El 7,92 x 57 mm és un cartutx de fusell dissenyat per la Gewehr-Prüfungskommission (comissió de testeig de fusells) alemanya per al Gewehr 88 i després utilitzat en els fusells de forrellat Mauser, com el Gewehr 98 i el K98k. Aquest cartutx va ser originalment adoptat per Alemanya el 1888 sota la designació M/88 7.92x57 mm I (la "I" és per infanteria). Alemanya va adoptar una nova versió del cartutx M/88 en 1905 que s'anomenà 7.92x57 mm IS (s'agrega la "S" per "Sptizer"; punxeguda, per diferenciar-la de les anteriors bales arrodonides). El cartutx de 1905 va ser l'estàndard de la infanteria alemanya en ambdues Guerres Mundials i avui es coneix a Europa com a 7.92x57 mm IS (designació militar alemanya) o 8x57 mm IS (designació civil) i als Estats Units com 8x57 mm JS o 8 mm Mauser (el seu ús generalitzat en els fusells militars Mauser va portar a associar la munició amb l'arma, encara que la signatura Mauser no va tenir cap relació amb el desenvolupament d'aquest cartutx).

## Història
El cartutx 7,92 x57 mm IS, dissenyat pel govern, és un desenvolupament del M/88 7.92x57 mm I, que feia servir una bala arrodonida, i va ser pensat per ser carregat des de la part superior de l'arma amb una pinta de 5 unitats per al fusell Gewehr 88. La bala de l'IS és més lleugera, punxeguda i mesura 8,2 mm de diàmetre en lloc dels 8,08 de la I. El nou projectil té major coeficient balístic i una trajectòria més plana, cosa que el fa menys dependent d'una correcta estimació de la distància de l'usuari.

## Ús militar
L'alt rendiment i versatilitat del cartutx van fer que sigui adoptat per diverses forces armades del món, incloent Turquia, Xina, Egipte, Alemanya i les seves antigues colònies. El seu ús militar continua avui a l'ex-Iugoslàvia per a armes com el Zastava M76 (versió local del Dragunov SVD soviètic) i la metralladora M53 Sarac (una MG 42 fabricada sota llicència).
Comparteix amb la munició 9 x 19 mm Parabellum la peculiaritat d'haver estat fabricat i utilitzat per ambdós bàndols durant la Segona Guerra Mundial.
Alemanya tenia moltes versions del cartutx i no va deixar de desenvolupar variacions fins a la fi de la guerra el 1945. La longitud del projectil, per exemple, variava molt entre diferents dissenys. Els alemanys van començar a usar beines d'acer a la Primera Guerra Mundial i cap a fins de 1943 la major part de la munició del país tenia aquest tipus de beina.
El projectil alemany estàndard sS (schweres Spitzgeschoß/bala pesant punxeguda) tenia 35,3 mm de longitud i era de molt alta qualitat. Oferia la millor eficiència aerodinàmica i rendiment de totes les bales estàndard utilitzades en la SGM per la seva coeficient balístic d'entre 0,557 i 0,584. Fins i tot per als estàndards de 2007, un abast típic efectiu de 800 m és excel·lent per munició estàndard.
La munició traçadora alemanya era la de més qualitat: molt aerodinàmica i amb excel·lents característiques de vol. També era molt fiable la munició perforant d'aquest país, molt estable i precisa a llargues distàncies.
La munició 7,92 mm d'alta velocitat per metralladores de la Luftwaffe tenia el projectil PMK (fòsfor amb nucli d'acer) de 10,15 g i el projectil B (Beobachtung/observació) de 10,85 g. El projectil PMK era un perforant-incendiari, mentre que el B era un incendiari-explosiu que contenia fòsfor i tenia un perdigó que el feia explotar al contacte amb qualsevol blanc, sense importar com fos de feble. El projectil B estava, com qualsevol altra bala explosiva o incendiària, prohibit per a ús antipersona, d'acord amb les Conferències de Pau de la Haia de 1899 i 1907. Els alemanys sostenien que el seu ús era principalment per a observació i estimació de distàncies, però hi ha informes que esmenten la utilització d'aquest projectil en pintes de fusells i cintes de metralladores. No es permetia a les unitats regulars d'infanteria alemanya utilitzar aquesta munició. No obstant això, alguns franctiradors alemanys feien ús d'aquesta bala d'alta velocitat per augmentar el seu abast efectiu en uns 150 m i causar horribles ferides.

## Ús civil
És summament popular entre tiradors europeus, particularment alemanys i austríacs. El rendiment del 7,92 x57 mm el fa molt apropiat per a caça major. En alguns països està prohibit per tractar de munició per a "arma de guerra". Alguns cartutxos similars emprats en la caça són: 5,6 x57 mm, 6,5 x55 mm, 6,5 x57 mm, 7x57 mm, 6,5 x68 mm, 8x68 mm S i 8x57 mm IRS.

## Galeria d'imatges

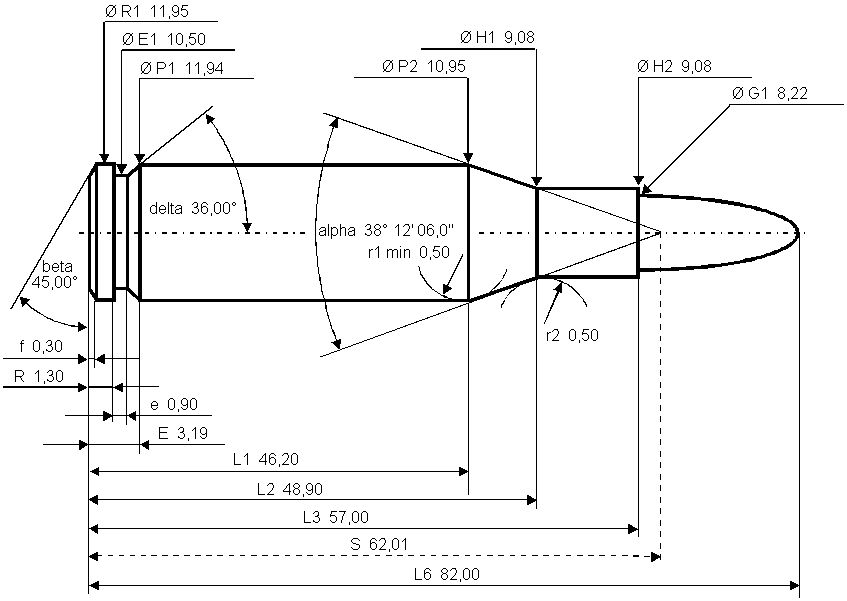
Dibuix de cartutx 7,92 x57 mm IS amb mesures en mil·límetres.
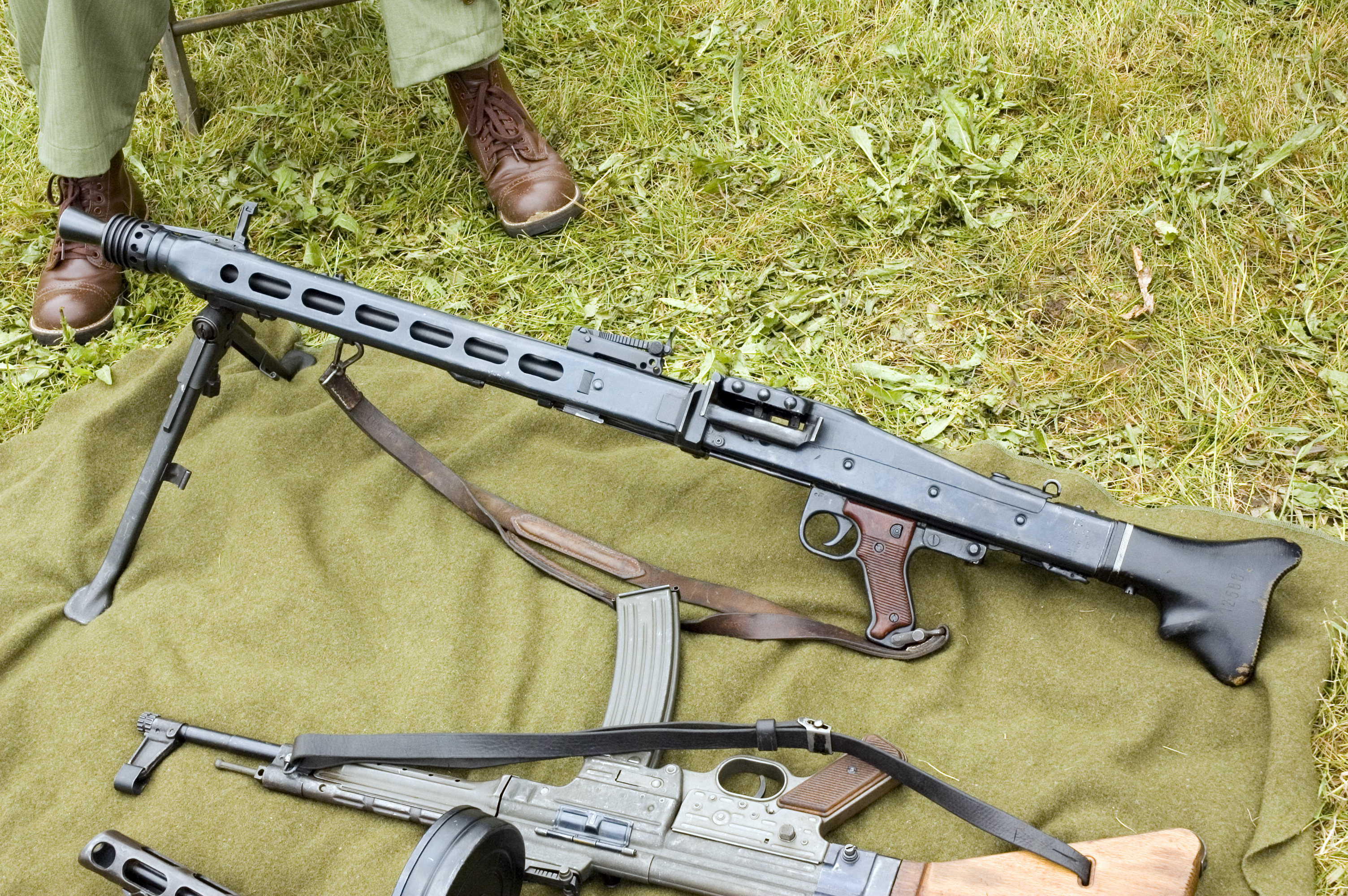
Metralladora MG 42 (a dalt) de calibre 7,92 x 57 mm.